# الدوري الجنوبي لكرة القدم 1970–71
الدوري الجنوبي لكرة القدم 1970–71 (بالإنجليزية: 1970–71 Southern Football League)‏ هو موسم من الدوري الجنوبي الممتاز. فاز فيه يوفل تاون.